# Liste der denkmalgeschützten Objekte in Groß Gerungs
Die Liste der denkmalgeschützten Objekte in Groß Gerungs enthält die 29 denkmalgeschützten, unbeweglichen Objekte der Gemeinde Groß Gerungs.

## Denkmäler
| Foto |                 | Denkmal                                                                        | Standort                                              | Beschreibung | Metadaten |
| ---- | --------------- | ------------------------------------------------------------------------------ | ----------------------------------------------------- | --- | --- |
| ja   | Datei hochladen | Ortskapelle Böhmsdorf HERIS-ID: 49586 Objekt-ID: 53466                         | neben Böhmsdorf 10 Standort KG: Böhmsdorf             | Die Ortskapelle von Böhmsdorf – in einer Mulde unterhalb der Hauptstraße gelegen – ist ein schlichter Bau mit eingezogener Rundapsis, lisenengegliedert und am Steinportal mit 1850 bezeichnet. Über dem Westgiebel erhebt sich ein Dachreiter mit Spitzhelm. Der Innenraum hat zwei Platzlgewölbe und ein dreikappiges Abschlussgewölbe. Zur Ausstattung zählen eine spätbarocke Figur Maria mit Kind, Heiligenfiguren (Johannes Nepomuk und ein weiterer männlicher Heiliger) aus der ersten Hälfte des 19. Jahrhunderts, Kreuzwegbilder aus der Mitte des 19. Jahrhunderts. Die Glocke wurde 1711 von Mathias Prininger gegossen.                                                                                             | BDA-Hist.: Q38034784 Status: § 2a Stand der BDA-Liste: 2025-06-30 Name: Ortskapelle Böhmsdorf GstNr.: .27 Ortskapelle Böhmsdorf                                                              |
| ja   | Datei hochladen | Bildstock HERIS-ID: 62788 Objekt-ID: 75372                                     | Böhmsdorf 29, bei Standort KG: Böhmsdorf              | Der barocke Kapellenbildstock am südlichen Ortsausgang stammt aus dem 18. Jahrhundert. Er verfügt über einen rundbogig abgesetzten Blendbogen, profiliertes Gesims und eine Flachbogennische. | BDA-Hist.: Q38101156 Status: § 2a Stand der BDA-Liste: 2025-06-30 Name: Bildstock GstNr.: 1276                                                                                               |
| ja   | Datei hochladen | Bildstock (Tabernakelpfeiler) HERIS-ID: 62789 Objekt-ID: 75373                 | Standort KG: Böhmsdorf                                | Der Bildstock am nördlichen Ortsausgang besteht aus einem abgefasten Granitpfeiler, der von einem Tabernakel mit Rechtecknische und Steinkreuz bekrönt wird. | BDA-Hist.: Q38101164 Status: § 2a Stand der BDA-Liste: 2025-06-30 Name: Bildstock (Tabernakelpfeiler) GstNr.: 2535                                                                           |
| ja   | Datei hochladen | Kath. Pfarrkirche hl. Laurentius und Friedhof HERIS-ID: 49673 Objekt-ID: 53650 | gegenüber Etzen 23 Standort KG: Etzen                 | Die Pfarrkirche St. Laurentius im Süden des Ortes ist von einem Friedhof und einer niedrigen Bruchsteinmauer umgeben. Die ehemalige romanische Landkirche des 13. Jahrhunderts wurde Ende des 18. Jahrhunderts vollständig barockisiert. Der vorgestellte, barocke Westturm hat eine glockenförmige Haube von 1802. Das im Kern romanische Langhaus mit etwas niedrigerer romanischer Rundapsis verfügt über barock vergrößerte Rundbogenfenster. Zwei gotische Rechteckfenster aus dem 15. Jahrhundert sind an dem an der Nordseite des Langhauses liegenden, zweigeschoßigen Sakristeianbau zu sehen. | BDA-Hist.: Q28924850 Status: § 2a Stand der BDA-Liste: 2025-06-30 Name: Kath. Pfarrkirche hl. Laurentius und Friedhof GstNr.: 201, .24                                                       |
| ja   | Datei hochladen | Kath. Pfarrkirche hl. Nikolaus und Friedhof HERIS-ID: 49781 Objekt-ID: 53907   | gegenüber Griesbach 53 Standort KG: Griesbach         | Die Pfarrkirche St. Nikolaus, auf einer Anhöhe im Westen des Ortes gelegen, ist von einer Friedhofsmauer umgeben. Der Baukern ist vermutlich spätromanisch. Das schlichte Langhaus mit spätgotischem Südportal hat Flachbogenfenster von 1793 und 1686. Der gotische Chor ist leicht eingezogen. Der Turm an der Nordseite des Chores ist mit abgefasten Rechteckfenstern ausgestattet, im Glockengeschoß mit rundbogigen Schallfenstern, und wird von einem Zeltdach bekrönt. Im Turmuntergeschoß ist ein Beinhaus untergebracht. Aus dem 20. Jahrhundert stammt der Türvorbau an der Westseite. | BDA-Hist.: Q28939892 Status: § 2a Stand der BDA-Liste: 2025-06-30 Name: Kath. Pfarrkirche hl. Nikolaus und Friedhof GstNr.: .6, 682 Saint Nicholas Church (Griesbach, Gemeinde Groß Gerungs) |
| ja   | Datei hochladen | Kapelle am Kogel HERIS-ID: 49792 Objekt-ID: 53933                              | neben Am Kogl 230 Standort KG: Großgerungs            | Die Kapelle am Kogl (Schreibweise vom BDA falsch ausgewiesen als „Kogel“) ist eine nach dem Ersten Weltkrieg errichtete und 1921 geweihte Kriegerkapelle mit annähernd quadratischem Grundriss, bogenförmiger Giebelmauer, ziegelgedecktem Satteldach und aufgesetztem Glockenturm. In den Andachtsraum führt eine rundbogige Tür. Außen und innen sind zahlreiche Gedenktafeln mit den Namen der Gefallenen beider Weltkriege angebracht. 2018 erfolgte eine Renovierung. | BDA-Hist.: Q38036131 Status: § 2a Stand der BDA-Liste: 2025-06-30 Name: Kapelle am Kogel GstNr.: .154 Kapelle am Kogel, Groß Gerungs                                                         |
| ja   | Datei hochladen | Pfarrhof HERIS-ID: 59461 Objekt-ID: 70771                                      | Arbesbacher Straße 39 Standort KG: Großgerungs        | Der zweigeschoßige Pfarrhof mit nachbarocker Fassade und Bandlwerkstuck wurde 1815/1816 gegenüber der Kirche erbaut. In Verwahrung befinden sich eine gotische Taufschüssel mit Reliefmedaillon Adam und Eva von Anfang des 15. Jahrhunderts sowie eine barocke Holzstatue Maria Immaculata aus der zweiten Hälfte des 18. Jahrhunderts. | BDA-Hist.: Q38087367 Status: § 2a Stand der BDA-Liste: 2025-06-30 Name: Pfarrhof GstNr.: .43                                                                                                 |
| ja   | Datei hochladen | Schule HERIS-ID: 62796 Objekt-ID: 75380                                        | Arbesbacher Straße 67 Standort KG: Großgerungs        | Die Schule ist ein späthistoristisches Bauwerk aus dem Jahr 1903. | BDA-Hist.: Q38101185 Status: § 2a Stand der BDA-Liste: 2025-06-30 Name: Schule GstNr.: 602/2 Schule, Groß Gerungs                                                                            |
| ja   | Datei hochladen | Rathaus/Gemeindeamt HERIS-ID: 33968 Objekt-ID: 31803                           | Hauptplatz 18 Standort KG: Großgerungs                | Das ehemals mit 1863 bezeichnete, strenghistoristische Rathaus hat einen flachen Mittelrisalit. | BDA-Hist.: Q37955099 Status: § 2a Stand der BDA-Liste: 2025-06-30 Name: Rathaus/Gemeindeamt GstNr.: .21 Rathaus Groß Gerungs                                                                 |
| ja   | Datei hochladen | Zwei Marktbrunnen HERIS-ID: 62800 Objekt-ID: 75384                             | vor Hauptplatz 18 Standort KG: Großgerungs            | Am Hauptplatz befinden sich zwei Marktbrunnen. Der östliche hat quadratische Fischreliefs und ist mit 1858 bezeichnet. Der westliche ist achteckig, weist geometrische Reliefs auf und trägt die Bezeichnung 1870. | BDA-Hist.: Q38101204 Status: § 2a Stand der BDA-Liste: 2025-06-30 Name: Zwei Marktbrunnen GstNr.: 1558/1                                                                                     |
| ja   | Datei hochladen | Pranger HERIS-ID: 62801 Objekt-ID: 75385                                       | vor Hauptplatz 20 Standort KG: Großgerungs            | Der Pranger mit Steinkugel wurde wahrscheinlich am Ende des 17. Jahrhunderts erbaut. | BDA-Hist.: Q38101212 Status: § 2a Stand der BDA-Liste: 2025-06-30 Name: Pranger GstNr.: 1558/1 Pranger Groß Gerungs                                                                          |
| ja   | Datei hochladen | Mariensäule HERIS-ID: 62803 Objekt-ID: 75388                                   | bei Hauptplatz 88 Standort KG: Großgerungs            | Am Hauptplatz steht eine Rosenkranzmadonna auf einer schlanken Säule mit Kompositkapitell. Das Denkmal hat einen dreistufigen Unterbau, ist am Sockel mit 1697 bezeichnet und von einer Steinbalustrade umgeben. | BDA-Hist.: Q38101232 Status: § 2a Stand der BDA-Liste: 2025-06-30 Name: Mariensäule GstNr.: 1558/1 Mariensäule Groß Gerungs                                                                  |
| ja   | Datei hochladen | Ehem. Gefangenenhaus HERIS-ID: 49791 Objekt-ID: 53932                          | Hauptplatz 88 Standort KG: Großgerungs                | Der schlichte, in der Mitte des Hauptplatzes freistehende Bau mit Dachreiter stammt aus der Mitte des 19. Jahrhunderts. Er wurde ursprünglich als Gefangenenhaus bzw. als Körnerkasten genutzt. | BDA-Hist.: Q38036120 Status: § 2a Stand der BDA-Liste: 2025-06-30 Name: Ehem. Gefangenenhaus GstNr.: .94 Former prison in Groß Gerungs                                                       |
| ja   | Datei hochladen | Figurenbildstock hl. Johannes Nepomuk HERIS-ID: 62802 Objekt-ID: 75387         | bei Hauptplatz 88 Standort KG: Großgerungs            | Die Figur des Johannes Nepomuk beim Hauptplatz 88 stammt aus der Mitte 18. Jahrhunderts. | BDA-Hist.: Q38101223 Status: § 2a Stand der BDA-Liste: 2025-06-30 Name: Figurenbildstock hl. Johannes Nepomuk GstNr.: 1558/1 Figurenbildstock hl. Johannes Nepomuk, Groß Gerungs             |
| ja   | Datei hochladen | Kath. Pfarrkirche hl. Margaretha HERIS-ID: 49793 Objekt-ID: 53934              | neben Kirchenplatz 44a Standort KG: Großgerungs       | Die romanische Chorturmkirche zwischen Hauptplatz und Anger, erbaut im 12./13. Jahrhundert, wurde später mehrmals umgestaltet und zu einer dreischiffigen Staffelkirche mit drei Chorschlüssen erweitert. Das barockisierte Langhaus ist durch drei Portale und hat seitliche Rundbogenfenster. Der Ostturm, im Kern romanisch, wurde 1760 barockisiert. Er verfügt über rundbogige Schallfenster und wird von einem Zwiebelhelm bekrönt. Der Chor hat einen Fünfachtelschluss, abgetreppte Strebepfeiler, Spitzbogenfenster und im Osten vermauerte Maßwerkfenster. An der Nordseite des Langhauses liegt ein der Südkapelle angegliederter Nebenchor, der teilweise durch den Sakristeianbau an der Nordostecke verdeckt wird. | BDA-Hist.: Q28974344 Status: § 2a Stand der BDA-Liste: 2025-06-30 Name: Kath. Pfarrkirche hl. Margaretha GstNr.: .50 Kath. Pfarrkirche St. Margaretha, Groß Gerungs                          |
| ja   | Datei hochladen | Wohnhaus HERIS-ID: 33970 Objekt-ID: 31805                                      | Linzer Straße 2 Standort KG: Großgerungs              | Das zweigeschoßige Wohnhaus hat ein Rundbogentor mit Prellsteinen. Die barocken Fensterkörbe sind mit 1723 bezeichnet. | BDA-Hist.: Q37955132 Status: Bescheid Stand der BDA-Liste: 2025-06-30 Name: Wohnhaus GstNr.: .2/1                                                                                            |
| ja   | Datei hochladen | Bildstock HERIS-ID: 62805 Objekt-ID: 75390                                     | Standort KG: Großgerungs                              | Der mit 1689 bezeichnete Bildstock an der Straße nach Arbesbach besteht aus einem abgefasten Pfeiler mit Quaderaufsatz und trägt die Reliefs Arma Christi, Kreuzigung sowie Maria und Johannes. | BDA-Hist.: Q38101242 Status: § 2a Stand der BDA-Liste: 2025-06-30 Name: Bildstock GstNr.: 1554/1                                                                                             |
| ja   | Datei hochladen | Friedhofskreuz HERIS-ID: 62807 Objekt-ID: 75392                                | Standort KG: Großgerungs                              | Das Friedhofskreuz mit einer Mater-Dolorosa-Figur auf Volutenpostament wurde in der ersten Hälfte des 18. Jahrhunderts errichtet. | BDA-Hist.: Q38101248 Status: § 2a Stand der BDA-Liste: 2025-06-30 Name: Friedhofskreuz GstNr.: 1448 Friedhofskreuz Groß Gerungs                                                              |
| ja   | Datei hochladen | Ortskapelle Häuslern HERIS-ID: 49946 Objekt-ID: 54310                          | neben Häuslern 2 Standort KG: Häuslern                | Die Ortskapelle von Häuslern ist ein schlichter Bau von 1891, mit rundem Schluss und vorgestelltem Turm. Das Innere ist kreuzgratgewölbt. Zur Ausstattung zählen eine Figur Christi an der Geißelsäule aus der zweiten Hälfte des 19. Jahrhunderts sowie eine von Mathias Preininger 1692 gegossene Glocke aus der Pfarrkirche von Groß-Gerungs. | BDA-Hist.: Q38037089 Status: § 2a Stand der BDA-Liste: 2025-06-30 Name: Ortskapelle Häuslern GstNr.: .24                                                                                     |
| ja   | Datei hochladen | Ortskapelle Nonndorf HERIS-ID: 50321 Objekt-ID: 55168                          | neben Nonndorf 7 Standort KG: Nonndorf                | Die Ortskapelle von Nonndorf ist ein schlichter Bau von 1869 mit rundem Schluss und Dachreiter. Das Langhaus verfügt über ein Tonnengewölbe über Gurtbändern auf Pilastern. Zur Ausstattung zählen eine bemerkenswerte spätgotische Figur Maria mit Kind aus der Mitte des 14. Jahrhunderts aus der ehemaligen Katharinenkapelle in Oberkirchen. | BDA-Hist.: Q38039386 Status: § 2a Stand der BDA-Liste: 2025-06-30 Name: Ortskapelle Nonndorf GstNr.: .23                                                                                     |
| ja   | Datei hochladen | Pfarrhof HERIS-ID: 50335 Objekt-ID: 55194                                      | Oberkirchen 1 Standort KG: Oberkirchen                | Der Pfarrhof von Oberkirchen ist ein eingeschoßiger Dreiseithof, mit einer rundbogigen, mit Pinienzapfen bekrönten Tormauer, der vermutlich gegen Ende des 17. Jahrhunderts erbaut wurde. | BDA-Hist.: Q38039504 Status: § 2a Stand der BDA-Liste: 2025-06-30 Name: Pfarrhof GstNr.: 110/1                                                                                               |
| ja   | Datei hochladen | Kath. Pfarrkirche hl. Nikolaus HERIS-ID: 50336 Objekt-ID: 55196                | neben Oberkirchen 11 Standort KG: Oberkirchen         | Die ehemals romanische Ostturmkirche aus dem 12./13. Jahrhundert wurde in der ersten Hälfte des 15. Jahrhunderts neu eingewölbt und zu einer gotischen Hallenkirche umgebaut. Das romanische Langhaus hat eine glatte Front, deren Fenster 1829 zu Flachbogenfenstern erweitert wurden. Der massive romanische Ostturm verfügt über einen querrechteckigen Grundriss und ein Walmdach. Im Osten liegt eine Halbkreisapsis mit zwei schmalen romanischen Fenstern und einem zweibahnigen gotischen Maßwerkfenster. Im Norden steht eine eingeschoßige Sakristei mit neugotischen Fenstern. | BDA-Hist.: Q38039514 Status: § 2a Stand der BDA-Liste: 2025-06-30 Name: Kath. Pfarrkirche hl. Nikolaus GstNr.: .1 Pfarrkirche hl. Nikolaus (Oberkirchen)                                     |
| ja   | Datei hochladen | Friedhof christlich HERIS-ID: 62830 Objekt-ID: 75416                           | neben Oberkirchen 11 Standort KG: Oberkirchen         | Der christliche Friedhof umgibt die Kirche und ist von einer alten Bruchsteinmauer umfasst. Ein darin eingemauerter Kindergrabstein trägt die Jahreszahl 1625. Zu den Kunstschätzen auf dem Areal, das durch eine erneuerte Torhalle zugänglich ist, zählen zwei barocke Figuren der hll. Johannes Nepomuk und Antonius. | BDA-Hist.: Q38101288 Status: § 2a Stand der BDA-Liste: 2025-06-30 Name: Friedhof christlich GstNr.: .1                                                                                       |
| ja   | Datei hochladen | Steinpyramide HERIS-ID: 73968 Objekt-ID: 87352                                 | nordöstlich Ober Neustift 6 Standort KG: Oberneustift | Der Stufenkegel bei Oberneustift besteht aus vier annähernd kreisförmigen Ebenen mit einer Gesamthöhe von ungefähr 6,5 m. Zweck und Alter sind unbekannt. | BDA-Hist.: Q2358890 Status: § 2a Stand der BDA-Liste: 2025-06-30 Name: Steinpyramide GstNr.: 1256 Waldviertel pyramid                                                                        |
| ja   | Datei hochladen | Ortskapelle Sitzmanns HERIS-ID: 50593 Objekt-ID: 55703                         | bei Sitzmanns 30 Standort KG: Sitzmanns               | Die Ortskapelle von Sitzmanns ist ein schlichter nachbarocker Bau mit Rundapsis, abgesetzten Segmentbogenfenstern und Silhouettenpilastern. Ihr Dachreiter wird von einem Zwiebelhelm bekrönt. Der Innenraum ist flachgedeckt. Zur Ausstattung zählen eine Madonnenfigur aus der ersten Hälfte des 19. Jahrhunderts sowie ein Votivbild aus derselben Zeit. | BDA-Hist.: Q38041056 Status: § 2a Stand der BDA-Liste: 2025-06-30 Name: Ortskapelle Sitzmanns GstNr.: .35                                                                                    |
| ja   | Datei hochladen | Gabelhammermühle HERIS-ID: 62839 Objekt-ID: 75425                              | Thail 36 Standort KG: Thail, Haid                     | Die ehemalige Gabelhammermühle ist ein zweigeschoßiger barocker Bau mit einem bemerkenswerten Stuckmedaillon. 1928 erhielt sie eine Aufstockung. | BDA-Hist.: Q38101326 Status: Bescheid Stand der BDA-Liste: 2025-06-30 Name: Gabelhammermühle GstNr.: 533/2, .38, 1770, 1768/1                                                                |
| ja   | Datei hochladen | Pfarrhof HERIS-ID: 50885 Objekt-ID: 56352                                      | Wurmbrand 24 Standort KG: Wurmbrand                   | Der neben der Kirche freistehende Pfarrhof ist ein späthistoristischer, freistehender, zweigeschoßiger Bau mit einer Fassade aus der Zeit um 1900. | BDA-Hist.: Q38042567 Status: § 2a Stand der BDA-Liste: 2025-06-30 Name: Pfarrhof GstNr.: .24                                                                                                 |
| ja   | Datei hochladen | Kath. Pfarrkirche hl. Pankratius HERIS-ID: 50886 Objekt-ID: 56354              | neben Wurmbrand 34 Standort KG: Wurmbrand             | Die josephinische Saalkirche am Ostrand des Angers von Wurmbrand wurde als Erweiterung einer seit 1736 bestehenden Kapelle im Jahr 1786 erbaut. Der Westturm wurde 1878 ergänzt. An das schlichte Langhaus schließen ein schmälerer quadratischer Chor sowie eine runde Apsis an. Der vorgestellte Westturm ist dreigeschoßig. Er verfügt über rundbogige Schallfenster und einen Giebelspitzhelm. An der Südseite des Chors liegt ein zweigeschoßiger Sakristeianbau. | BDA-Hist.: Q38042576 Status: § 2a Stand der BDA-Liste: 2025-06-30 Name: Kath. Pfarrkirche hl. Pankratius GstNr.: .34 Kath. Pfarrkirche hl. Pankratius, Wurmbrand                             |
| ja   | Datei hochladen | Mariensäule HERIS-ID: 62842 Objekt-ID: 75429                                   | Standort KG: Wurmbrand                                | An der Ortsausfahrt Richtung Zwingendorf steht auf einer mit Akanthuslaub umwundenen Säule eine Maria-Immaculata-Figur aus dem Jahr 1843. | BDA-Hist.: Q38101332 Status: § 2a Stand der BDA-Liste: 2025-06-30 Name: Mariensäule GstNr.: 1800/1                                                                                           |

## Ehemalige Denkmäler
| Foto |                 | Denkmal                                                           | Standort                                       | Beschreibung | Metadaten |
| ---- | --------------- | ----------------------------------------------------------------- | ---------------------------------------------- | --- | --- |
| ja   | Datei hochladen | Wohnhaus, ehem. Schmiede HERIS-ID: 33969 Objekt-ID: 31804bis 2024 | Unterer Marktplatz 32 Standort KG: Großgerungs | Die ehemalige Schmiede östlich des Hauptplatzes ist ein zweigeschoßiger Bau mit Satteldach, Fassade mit Stuckdekor und Sonnentor. | BDA-Hist.: Q37955116 Status: Bescheid Stand der BDA-Liste: 2024-06-15 Name: Wohnhaus, ehem. Schmiede GstNr.: .36/1 Former forge, Groß Gerungs |